# Elimaea sinuata
Elimaea sinuata är en insektsart som beskrevs av Sigfrid Ingrisch 1998. Elimaea sinuata ingår i släktet Elimaea och familjen vårtbitare. Inga underarter finns listade i Catalogue of Life.